# Cauldron
A Cauldron kanadai heavy/power metal együttes. 2006-ban alakultak meg Torontóban, a Goat Horn zenekar 2006-os feloszlása után. Lemezeiket az Earache Records jelenteti meg.

## Tagok
- Jason Decay – basszusgitár, ének (2006–)
- Ian Chains – gitár, ritmusgitár, vokál (2006–)
- Miles Away – dobok, ütős hangszerek, vokál (2012–)

Korábbi tagok
- Al Artillery – dobok (2006–2008)
- Chris Rites – dobok (2008–2009, 2012)
- Steel Rider – dobok (2008)
- Chris Stephenson – dobok (2009–2011)

## Diszkográfia
- Chained to the Nite (2009)
- Burning Fortune (2011)
- Tomorrow's Lost (2012)
- In Ruin (2016)
- New Gods (2018)

## EP-k
- Into the Cauldron (2007)
- Moonlight Desires (2014)